# 郑琦
郑琦（1907年—?），别号恒之，浙江鄞县东乡（今宁波市鄞州区）郑家人。为黄埔陆军军官学校第七期炮科、陆军大学参谋班第三期毕业。在抗日战争期间任军事委员会直属炮兵第七团团长，并于1948年授少将军衔。
1949年，移居台湾，逝年不详。